# Oriolus forsteni
L'oriolo di Seram (Oriolus forsteni (Bonaparte, 1850)) è un uccello della famiglia degli Oriolidi.

## Distribuzione e habitat
Vive solamente nelle foreste tropicali di Seram, una delle più grandi isole dell'Arcipelago delle Molucche.